# Шевченко, Пётр Сергеевич
Пётр Сергеевич Шевченко — участник Великой Отечественной войны, полный кавалер Ордена Славы, командир отделения 38-го отдельного гвардейского саперного батальона, 35-й гвардейской Лозовской Краснознаменной орденов Суворова и Богдана Хмельницкого стрелковой дивизии, 8-й гвардейской армии, 1-го Белорусского фронта, гвардии старшина.

## Биография
Родился 18 сентября 1923 года в селе Рахинка ныне Дубовского района Волгоградской области в крестьянской семье. Русский. В 1929 году семья переехала в город Дубовка. П.С.Шевченко в 1940 году окончил семилетнюю школу, а в 1941 году – школу фабрично-заводского обучения. Работал на заводе в городе Сталинград, принимал участие в испытаниях трактора НАТИ-5.
В Красной Армии – с 1 января 1941 года. Службу проходил в саперном батальоне 45-й запасной стрелковой бригады. Затем был направлен на учебу в Астраханское военное пехотное училище. В июле 1942 года вместе с группой курсантов направлен в 35-ю гвардейскую стрелковую дивизию. Воевал на Сталинградском (с 30 сентября 1942 года – Донской), Юго-Западном (с 20 октября 1943 года – 3-й Украинский), 1-м Белорусском фронтах. Принимал участие в обороне Сталинграда, Донбасской, Никопольско-Криворожской, Одесской, Люблин-Брестской, Висло-Одерской и Берлинской наступательных операциях. В боях был трижды ранен.
В сентябре 1943 года дивизия форсировала Днепр и вела бои на плацдарме. 28 сентября гвардии старший сержант П.С.Шевченко получил задачу срочно переправить через реку две 45-мм пушки. На пробитом понтоне, постоянно откачивая воду, отделение вышло в рейс. На середине Днепра понтон получил еще одну пробоину. В течение часа саперы боролись за живучесть понтона и выполнили задачу. Пушки были доставлены на плацдарм. П.С.Шевченко был награждён орденом Отечественной войны 2-й степени.
В ходе оборонительных боев в районе города Никополь (Днепропетровская область, Украина) отделение П.С.Шевченко неоднократно привлекалось к отражению атак противника в качестве стрелкового подразделения. С 9 по 12 февраля 1944 года саперы стойко удерживали занятый рубеж, отразив все атаки и уничтожив до 20 солдат противника. Приказом командира дивизии П.С.Шевченко был награждён орденом Красной Звезды.
В июне 1944 года 35-я гвардейская стрелковая дивизия была передислоцирована в район города Ковель (ныне Волынская область, Украина) и вошла в состав 1-го Белорусского фронта. Гвардии старшина П.С.Шевченко неоднократно выполнял обязанности командира саперного взвода. В ходе Люблин-Брестской операции 35-я гвардейская стрелковая дивизия вышла к Висле. С 1 августа 1944 года взвод П.С.Шевченко проводил переправу частей дивизии через реку. Вместе с первым десантом под огнём противника П.С.Шевченко переправился на пароме на западный берег и провел проверку участка берега на наличие мин. За 1 и 2 августа взвод на пароме и лодках переправил два батальона 102-го гвардейского стрелкового полка с вооружением и боеприпасами, обеспечив постоянное наращивание сил на плацдарме. Саперы под артиллерийским обстрелом и бомбежкой противника заделывали пробоины, проводили ремонт парома и продолжали переправлять подразделения. За проявленное при форсировании реки геройство, умелое управление взводом и инициативу командиром батальона П.С.Шевченко был представлен к присвоению звания «Герой Советского Союза». Представление было поддержано командиром дивизии и командиром корпуса. Приказом командующего 8-й гвардейской армией П.С.Шевченко награждён орденом Красного Знамени.
В ходе боевых действий на магнушевском плацдарме 3 ноября 1944 года отделение П.С.Шевченко на участке 100-го гвардейского стрелкового полка обеспечивало проход группы дивизионной разведки в тыл противника. П.С.Шевченко проделал проход в наших минных полях и заграждениях, под пулеметным огнём ползком добрался до минного поля противника, снял 15 противопехотных мин и перерезал двухъярусную спираль Бруно в непосредственной близости от вражеских окопов, чем обеспечил проход разведывательной группы.
Приказом командира 35-й гвардейской стрелковой дивизии от 12 ноября 1944 года гвардии старшина Шевченко Пётр Сергеевич награждён орденом Славы 3-й степени.
Перед переходом дивизии в наступление с плацдарма 14 января 1945 года отделение П.С.Шевченко в районе населенного пункта Гловачув (ныне Козеницкий повят Мазовецкого воеводства, Польша) проделало 8 проходов в инженерных заграждениях противника, сняв 520 противотанковых и противопехотных мин. Через проходы в наступление пошли 2 стрелковые роты и 8 самоходных установок. В ходе сопровождения наступающих войск саперы обезвреживали обнаруженные мины, блокировали долговременные огневые точки противника.
Приказом командующего 8-й гвардейской армией от 17 февраля 1945 года гвардии старшина Шевченко Пётр Сергеевич награждён орденом Славы 2-й степени.
В результате Висло-Одерской операции части 35-й гвардейской стрелковой дивизии с боями продвинулись более чем на 400 километров, в конце января 1945 года форсировали реку Одер и захватили плацдарм южнее города Кюстрин (ныне Костшын-над-Одрой, Гожувский повят Любушского воеводства, Польша). В ходе боев за расширение плацдарма в районе населенного пункта Киц (ныне район Меркиш-Одерланд, земля Бранденбург, Германия) 8 марта 1945 года П.С.Шевченко со своим отделением под огнём противника проделал 7 проходов в проволочных заграждениях и минных полях противника, обеспечив атаку стрелковых подразделений. В ходе атаки подобрался к опорному пункту противника, оборудованному в каменном доме, заложил фугас и подорвал его. При дальнейшем наступлении выявлял и обезвреживал мины противника, обеспечивая быстрое продвижение стрелковых подразделений.
Указом Президиума Верховного Совета СССР от 31 мая 1945 года за образцовое выполнение боевых заданий командования на фронте борьбы с немецкими захватчиками и проявленные при этом доблесть и мужество гвардии старшина Шевченко Пётр Сергеевич награждён орденом Славы 1-й степени.
В ходе Берлинской операции П.С.Шевченко снова командовал саперным взводом, заменяя выбывшего из строя командира. 16 апреля 1945 года при прорыве обороны взвод обеспечивал ввод в бой танкового подразделения. Саперы проделали проходы в минных полях противника, П.С.Шевченко лично на танке-разведчике проводил разведку обороны немцев. Все танки были проведены через минные поля без потерь. 20 апреля 1945 года, проводя разведку в тылу противника, П.С.Шевченко погиб смертью храбрых. Приказом командира 4-го гвардейского Бранденбургского стрелкового корпуса награждён орденом Отечественной войны 1-й степени посмертно.
Первоначально был похоронен в населенном пункте Оберсдорф, в 1958 году перезахоронен на воинском кладбище в городе Мюнхеберг (ныне район Меркиш-Одерланд, земля Бранденбург, Германия).

## Награды
- Красного Знамени (приказ командующего 8 гвардейской армии от 31.08.1944 года)
- Отечественной войны 1-й степени (приказ командира 4-го гвардейского стрелкового корпуса от 01.06.1945 года)
- Отечественной войны 2-й степени (приказ командира 26-го гвардейского стрелкового корпуса от 18.10.1943 года)
- Орден Красной Звезды (приказ командира 35 гвардейской стрелковой дивизии от 22.03.1944 года)
- Орден Славы 1-й степени(указ Президиума Верховного Совета СССР от 31.05.1945 года)
- Орден Славы 2-й степени (приказ командующего 8 гвардейской армии от 17.02.1945  года)
- Орден Славы 3-й степени (приказ командира 35 гвардейской стрелковой дивизии от 12.11.1944 года)
- Медаль За оборону Сталинграда